# سرق
السُّرَق  أو قاذِفَةُ البِذْر أو الدفرة أو الإسبوروبولوس (باللاتينية: Sporobolus) جنس نباتي عشبي ينتمي إلى الفصيلة النجيلية.

## منأنواعهالواطنةفيالوطن العربي
- الدفرة الشائكة (باللاتينية: Sporobolus pungens) في مناطق الوطن العربي المتوسطية (بلاد الشام ومصر والمغرب العربي) وبعض مناطق جنوب أوروبا
- الدفرة الهندية (باللاتينية: Sporobolus indicus) موطنها المناطق الاستوائية والمدارية في أمريكا ودخيلة في حوض البحر الأبيض المتوسط